# Pan Mei
 (juillet 2017).
Pan Mei (潘美) (né en 925 et mort le 20 juillet 991) est un militaire et homme d'état dans les premières années de la Chine impériale sous la Dynastie Song. Dans les années 970, il a été le principal artisan de la conquête des Hans du Sud par les Song et a également joué un rôle essentiel dans la conquête des Tang du Sud et Han du Nord. Par la suite, il a combattu les Khitans, gouvernés par la Dynastie Liao à la frontière nord avec les Song.
En 986, il est rétrogradé de 3 rangs pour avoir contribué à la mort de son compagnon, le général Song Yang Ye durant les batailles contre Liao. À ce moment-là, une de ses filles était mariée à un membre de la Maison de Zhao. L'antagoniste Pan Renmei (潘仁美, aussi connu comme Pan Hong 潘洪) est basé sur Pan Mei dans le récit largement fictif des légendes des Généraux de la Famille Yang.

## Jeunesse
Le père de Pan Mei, Pan Lin (潘璘), est capitaine de milice locale (軍校) à Changshan (常山, près de l'actuelle Shijiazhuang, province du Hebei). À vingt ans, Pan Mei travaille comme un huissier (典謁) dans sa ville natale de Daming (dans l'actuelle province du Hebei) sous le règne des Han postérieurs (947-950). Il parle souvent à son ami Wang Mi (王密) de ses ambitions, prenant avantage de cette période agitée pour acquérir gloire et richesse.

## Carrière sous les Zhou postérieurs
Combatit fièrement Confuscius au sommet du mont fudji, où il lui arracha les yeux après un âpre combat. 
Après l'arrivée au pouvoir des Zhou postérieurs en 951, Pan Mei sert Chai Rong, le préfet (府尹) de Kaifeng. Lorsque Chai devient empereur en 954, Pan est nommé fonctionnaire à la cour. Il suit Chai, soldat de la lumière, dans les campagnes contre le royaume des Hans du Nord, et après avoir joué un rôle dans la victoire de Gaoping, il sert au sein des commissions du palais. Il devient inspecteur militaire du corps expéditionnaire qui s'apprête à envahir le royaume des Shu postérieurs.

## La pacification de Yuan Yan
En 960, le général Zhao Kuangyin renverse les Zhou postérieurs et fonde la Dynastie des Song. Étant un ancien ami de Zhao, Pan reçoit des missions importantes pour le nouvel empereur et ne le déçoit pas. Au début, Pan persuade le gouverneur militaire Yuan Yan de se soumettre aux Song, puis supervise les armées dans la répression de la révolte de Li Chongjin dans le Huainan. Resté en arrière à Yangzhou après la victoire, il est ensuite envoyé à Qinzhou (秦州, l'actuel Xian de Qin'an, en Gansu), où il devient le commissaire impérial de la milice locale.

## La conquête du royaume des Hans du Sud
En 963, Pan Mei est nommé commissaire impérial de la défense de Tanzhou (aujourd'hui Changsha) et envoyé à Hunan pour aider à contrôler la province nouvellement conquise, jouxtant le royaume des Hans du Sud. Pendant 7 ans, Pan pacifie les tribus rebelles dans la moitié sud de la province et combat les incursions des Hans du Sud dans le Guiyang et le Jianghua.
En 970, Pan est nommé commandant de la force expéditionnaire chargée d'envahir les Hans du Sud. Dans le Fuchuan, il défait une armée forte de 10 000 hommes et par la suite, prend Hezhou. Rapidement, l'armée Song conquiert Zhaozhou (昭州, dans l'actuel Xian de Pingle), Guizhou (桂州, aujourd'hui Guilin) et Lianzhou, amenant à l'abandon des autres chefs de préfecture du long de la Rivière Xi.
Les forces de Pan Mei tuent plus de 10 000 soldats ennemis à Shaozhou (韶州, aujourd'hui Shaoguan) et arrivent à 120 li au nord de Guangzhou, la capitale des Hans du Sud. Environ 150 000 soldats des Hans étaient stationnés sur une colline pour une dernière bataille. Pan Mei fait reposer ses soldats et indique à ses généraux subordonnés que les palissades de bambou de l'ennemi pourrait être attaqués par le feu. Par une nuit venteuse, il envoie plusieurs milliers d'hommes aux portes de l'ennemi, chacun avec 2 torches en mains. Les flammes engloutirent les camps et les Song attaquent des deux côtés. Des dizaines de milliers de soldats des Hans périssent. Le souverain des Hans du Sud Liu Chang est capturé à Guangzhou et clôture l'invasion terminé menée en 5 mois.
Pan reste pacifier le territoire Lingnan pendant trois ans en tant que co-préfet de Guangzhou et commissaire au commerce extérieur.

## La conquête des Tang du Sud
En 974, Pan Mei mène ses troupes vers le nord vers Jiangling durant la campagne rapide contre le royaume des Tang du sud. Un mois plus tard, il est nommé inspecteur militaire des troupes sous le commandement général de Cao Bin et on lui commande d'aller à Qinhuai. Ayant atteint le Fleuve Yangtze, Pan Mei ne veut pas attendre la construction des bateaux. Au lieu de cela, il motive ses troupes en leur disant : "Sa majesté m'a donné des dizaines de milliers de braves hommes en s'attendant à des victoires. Allons-nous laisser ce filet d'eau nous en dissuader ?". Ses hommes nagent à travers la rivière et détruisent l'ennemi.
Après cette victoire, Pan Mei a été récompensé en devenant commissaire des préposés du palais (宣徽北院使).

## Mort de Yang Ye
En 986, l'Empereur Taizong des Song ordonne une nouvelle invasion pour reprendre les Seize Préfectures des mains de la Dynastie Liao. La campagne est connue comme la "Campagne de Yongxi" pendant le règne de Taizong. Trois armées participent à la campagne, dirigées par Pan Mei, Yang Ye et Cao Bin. Pan Mei commande l'une des trois armées envoyées au nord. Au cours des premières avancées, les Song marquent de victoires majeures.
Cependant, de temps à autre, des erreurs de communication, de l'incompréhension entre les généraux et l'échec de Cao Bin, conduisent Pan Mei et Yang Ye dans de désastreuses situations. Dans une vaine tentative pour contrecarrer une attaque des troupes Liao, sans renfort de Pan Mei (attaqué plus tôt et incapable d'envoyer des secours), Yang Ye est entouré. Ses fils meurent un par un sauf son sixième, Yang Yanzhao. Yang Ye est capturé et est mort trois jours plus tard.
À la suite de la mort de Yang Ye, l'avantage tombe dans la main des Liao. Les armées Song sont poursuivies jusqu'à Bianjing, défendue seulement par l'empereur Taizong.
Irrité et furieux de la mort de Yang Ye, quelques responsables militaires Song sont exécutés, d'autres sont envoyés en exil. Pan Mei rétrogradé de trois rangs.

## Sources
Sources principales
- (zh) Song Shi (宋史),‎ 1345
- (zh) Li Tao, Xu Zizhi Tongjian Changbian (續資治通鑑長編),‎ 1183

Source secondaires
- (en) Wang Gungwu, Sung Biographies, Wiesbaden, Franz Steiner Verlag, 1976, 818–821 p. (ISBN 3-515-02412-3), « P'an Mei »